# بطولة الياسمين المفتوحة
بطولة الياسمين المفتوحة (بالإنجليزية: Jasmin Open)‏ هي حدث لكرة المضرب للسيدات تقام في المنستير، تونس. لعبت النسخة الأولى في أكتوبر 2022. تعتبر بطولة الياسمين المفتوحة جزءًا من تقويم رابطة محترفات التنس وهي مدرجة على أنها بطولة  250 نقطة.
تم تقديم البطولة إلى عام 2022 نتيجة لإلغاء جميع أحداث رابطة محترفات التنس في الصين، بسبب الجدل حول الاعتداء الجنسي على اللاعبة بينغ شواي واختفائها. سبب آخر مهم لتقديم هذه البطولة كان صعود اللاعبة التونسية أنس جابر في تصنيف رابطة محترفات التنس.
تقام البطولة في نادي التنس بالمنستير على الملاعب الصلبة. فازت البلجيكية اليسي ميرتنز بالنسخة الأولى على الإطلاق في صنف الفردي، بعد تفوقها في المباراة النهائية أمام الفرنسية أليز كورنيه بنتيجة 6–2، 6–0. بينما ظفرت كل من الفرنسية كريستينا ملادينوفيتش والتشيكية كاترينا سينياكوفا بلقب صنف الزوجي بعد تفوقهها في المباراة النهائية أمام اليابانية ميو كاتو والأمريكية أنجيلا كوليكوف بنتيجة 6–2، 6–0.

## التاريخ
تمت إضافة بطولة الياسمين المفتوحة إلى الأسبوع الأربعين من الموسم في مايو 2022 بعد إلغاء أحداث رابطة محترفات التنس في الصين بسبب الجدل حول الاعتداء الجنسي على اللاعبة بينغ شواي واختفائها. نتيجة للغزو الروسي لأوكرانيا في نهاية فبراير 2022، قررت كل من رابطة محترفي التنس، رابطة محترفات التنس والاتحاد الدولي لكرة المضرب في بطولات جراند سلام أن لاعبي التنس الروس والبيلاروسيين يمكنهم الدخول في المنافسات، ولكن ليس تحت أعلام روسيا وبيلاروسيا حتى إشعار آخر.
فازت البلجيكية اليسي ميرتنز بلقبها الفردي السابع في المنافسات رابطة محترفات التنس. سيطرت على الزوجي كل من الفرنسية كريستينا ملادينوفيتش والتشيكية كاترينا سينياكوفا وفازتا بالبطولة في أول مشاركة زوجية  لهما.

## النهائيات

### فردي
| السنة | البطل        | الوصيف      | النتيجة  |
| ----- | ------------ | ----------- | -------- |
| 2022  | اليسي ميرتنز | أليز كورنيه | 6–2، 6–0 |

### زوجي
| السنة | البطل                                  | الوصيف                  | النتيجة  |
| ----- | -------------------------------------- | ----------------------- | -------- |
| 2022  | كريستينا ملادينوفيتش كاترينا سينياكوفا | ميو كاتو أنجيلا كوليكوف | 6–2، 6–0 |

## أنظر أيضا
- كأس نانا
- دورة تونس المفتوحة للتنس